# Strahlenbüschel

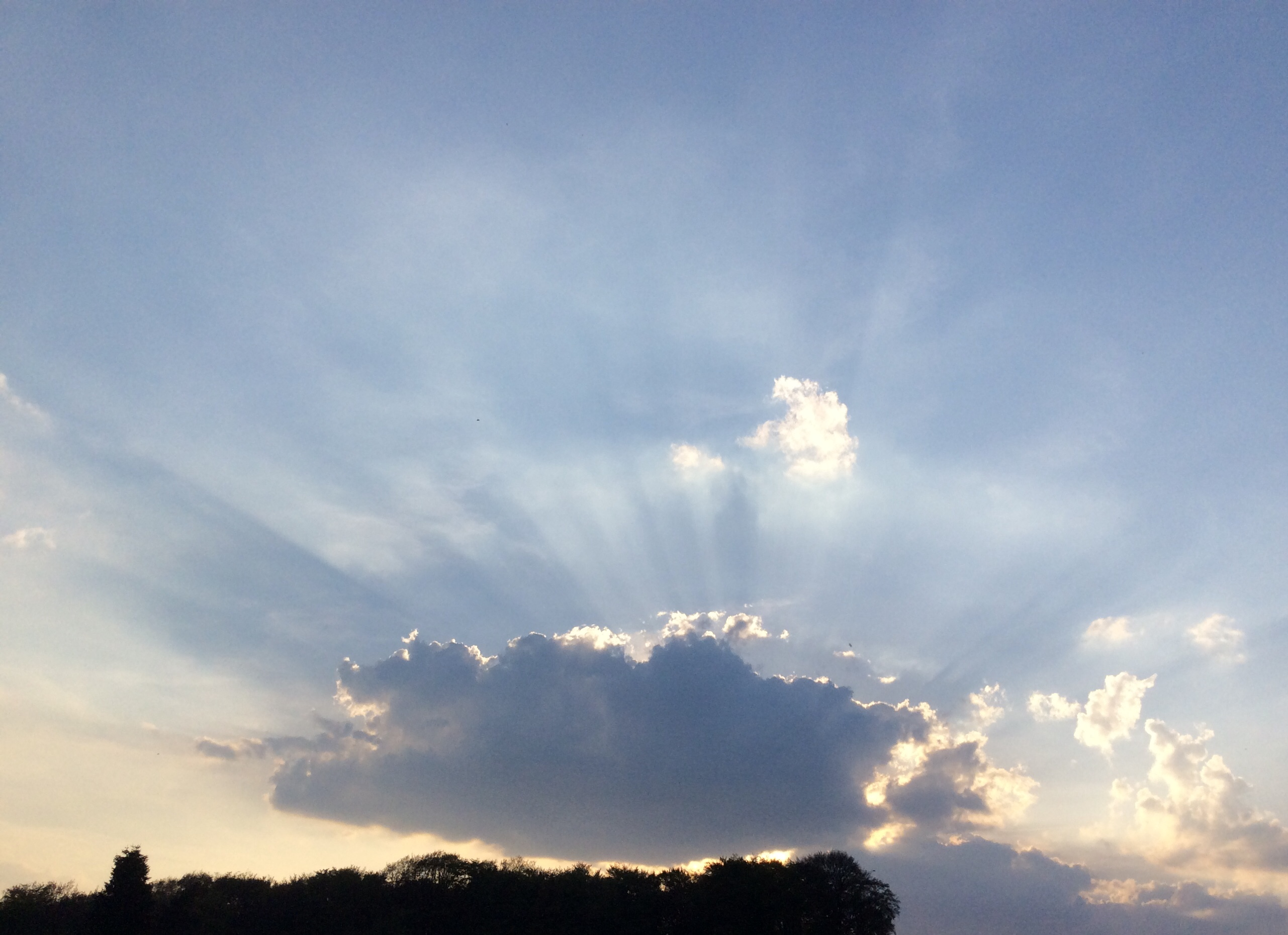
Wolkenstrahlen verursacht durch Saharastaub in der Atmosphäre

Strahlenbüschel oder  Lichtbüschel sind ein Phänomen der atmosphärischen Optik, das durch die Verdeckung der Sonne durch atmosphärische Trübungen hervorgerufen wird. In den meisten Fällen wird das Phänomen bei Wolken beobachtet, weshalb man auch von Wolkenstrahlen spricht. Bei einem sehr tiefen Sonnenstand kann sich der Effekt auch über den gesamten Himmel erstrecken, wobei man dann von Dämmerungsstrahlen spricht. Diese sollten nicht mit Lichtsäulen verwechselt werden. Hat man die Sonne im Rücken, so kann man dann am Sonnengegenpunkt unter günstigen Umständen die Gegendämmerungsstrahlen erkennen.

## Entstehungsweise

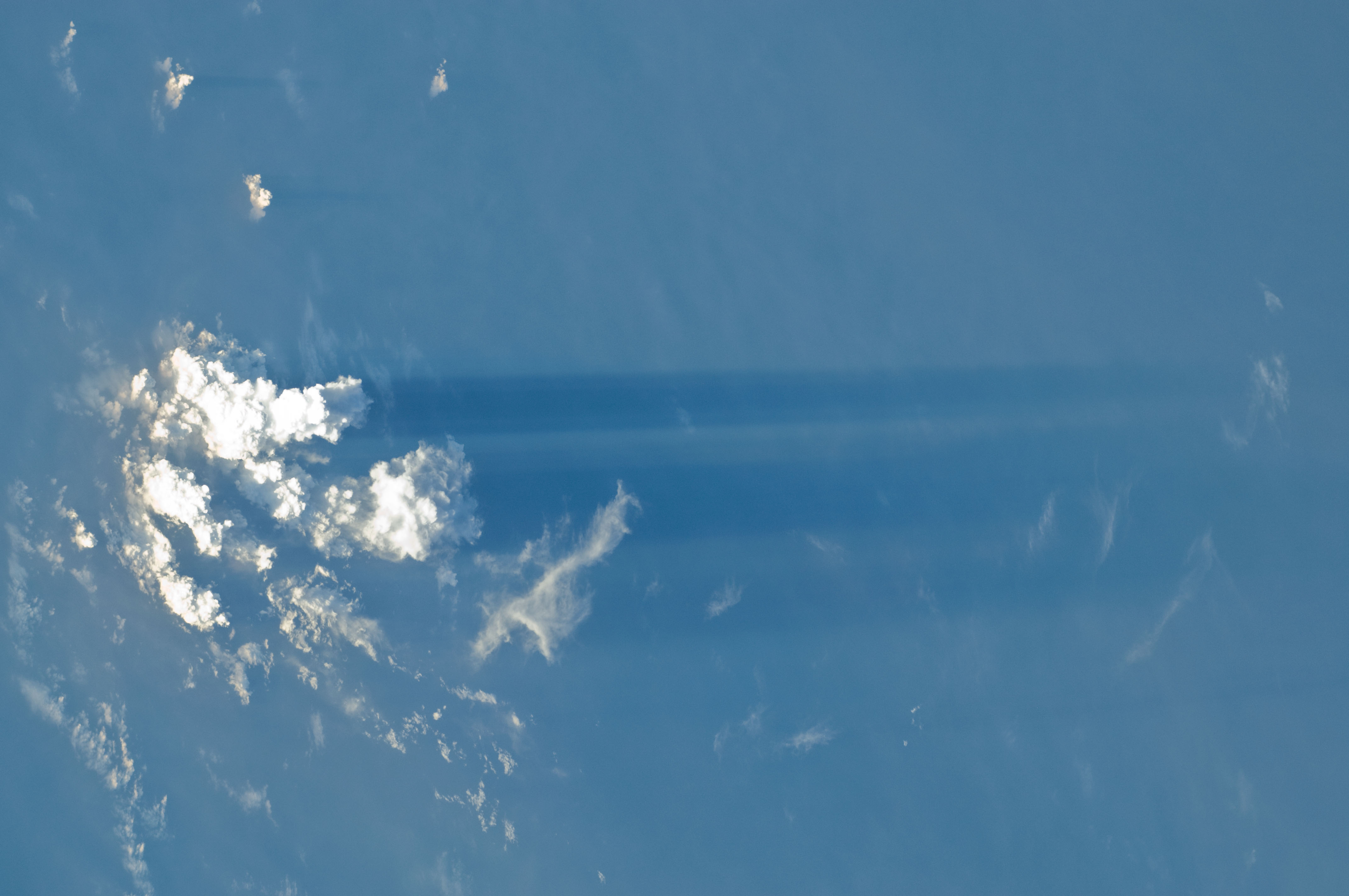
Strahlenbüschel, von der ISS aus gesehen. Erkennbar sind die nahezu parallelen Linien, im Gegensatz zu dem Verzerrungseffekt, der auf der Erdoberfläche sichtbar ist.

Die direkte Sonnenstrahlung wird durch die Wolken blockiert und scheint an deren Rändern zum Vorschein zu kommen. Wasser- und Staubpartikel in der Luft – die Aerosole – streuen diese Strahlen mit einem kleinen Winkel und lenken diese dadurch in das Auge des Beobachters. Die Strahlen heben sich dabei vom Wolkenschatten ab und treten erst dadurch sichtbar hervor, was auch als Tyndall-Effekt bezeichnet wird.
Der gleiche Effekt zeigt sich zum Beispiel bei einem Filmprojektor, der die Staubteilchen in einem Raum sichtbar macht, oder auch bei Autoscheinwerfern, wenn man durch Nebel fährt. Er zeigt sich daher vor allem, wenn die Sonne tief steht, denn die Aerosolkonzentration ist dann am höchsten, und auch die Helligkeitskontraste treten zur Dämmerung am deutlichsten hervor.
Durch den Effekt der stürzenden Linien nimmt man dabei die eigentlich parallel verlaufenden Sonnenstrahlen verzerrt wahr. Es erscheint so, als ob sich diese radial um die Sonne ausbreiten würden. An den Rändern der Wolken kommt es dabei häufig zur Irideszenz.
Ein anderer Effekt tritt auf, wenn das Licht durch kleine Wolkenlücken dringt. Die Sonnenstrahlen breiten sich hier nun scheinbar kegelförmig nach oben oder unten aus, wie die Bilder unten illustrieren.

## Galerie

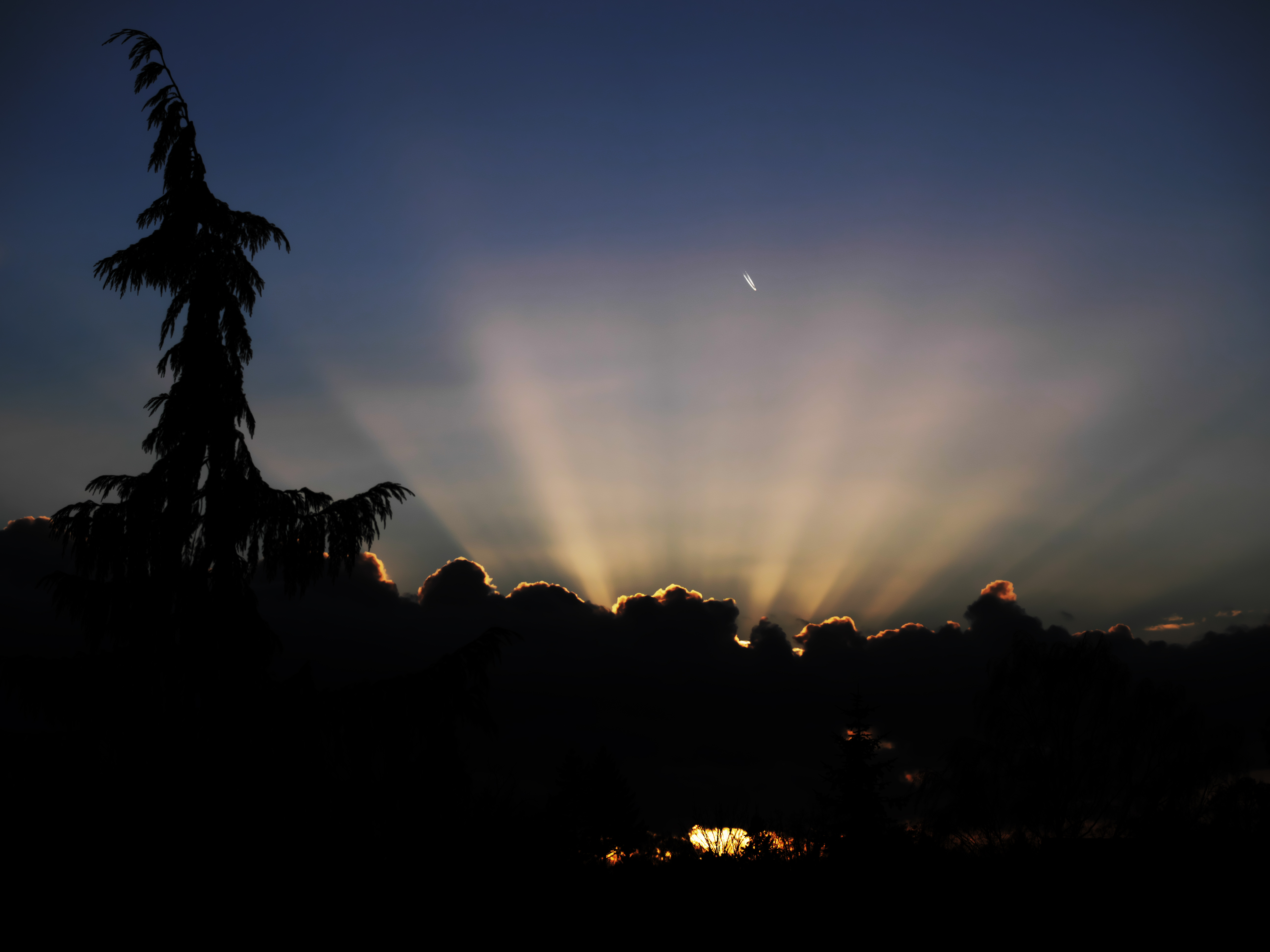
Strahlenbüschel beim Sonnenuntergang oberhalb der Wolken am Horizont.
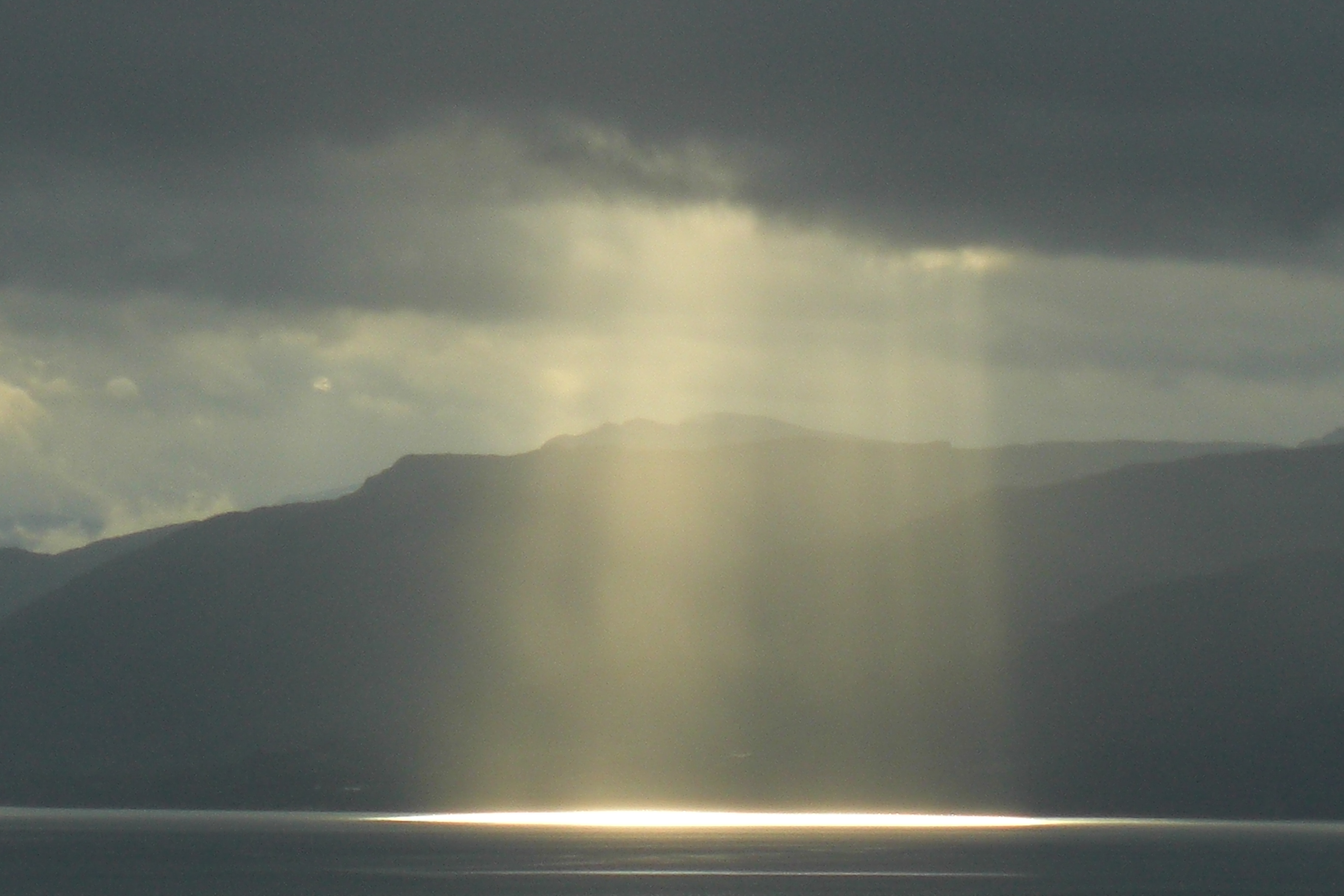
Wolkenstrahlen über einem Fjord in Norwegen
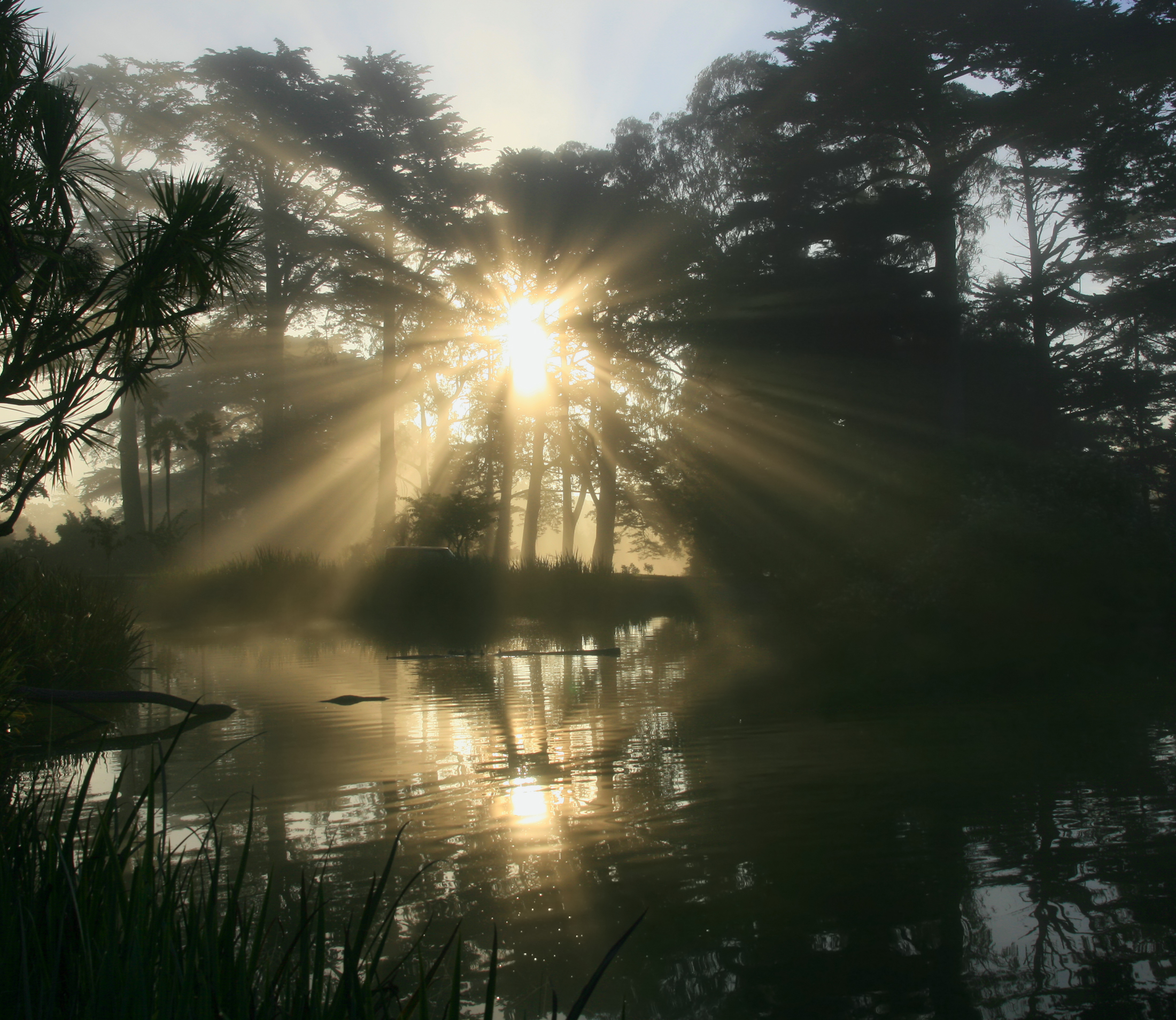
Nebelbank mit Strahlenbüscheln
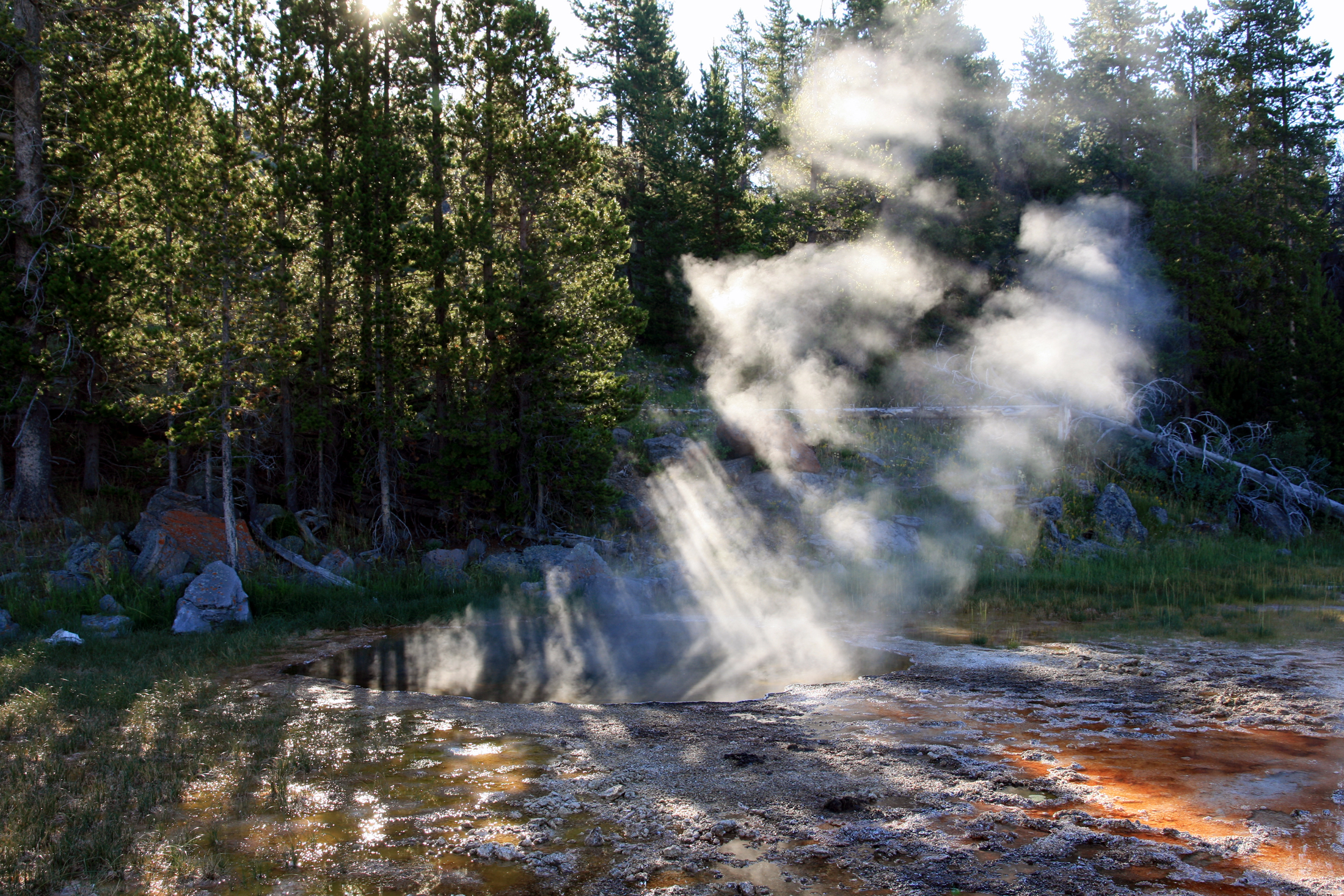
Strahlenbüschel bei Thermalquelle im Yellowstone-Nationalpark
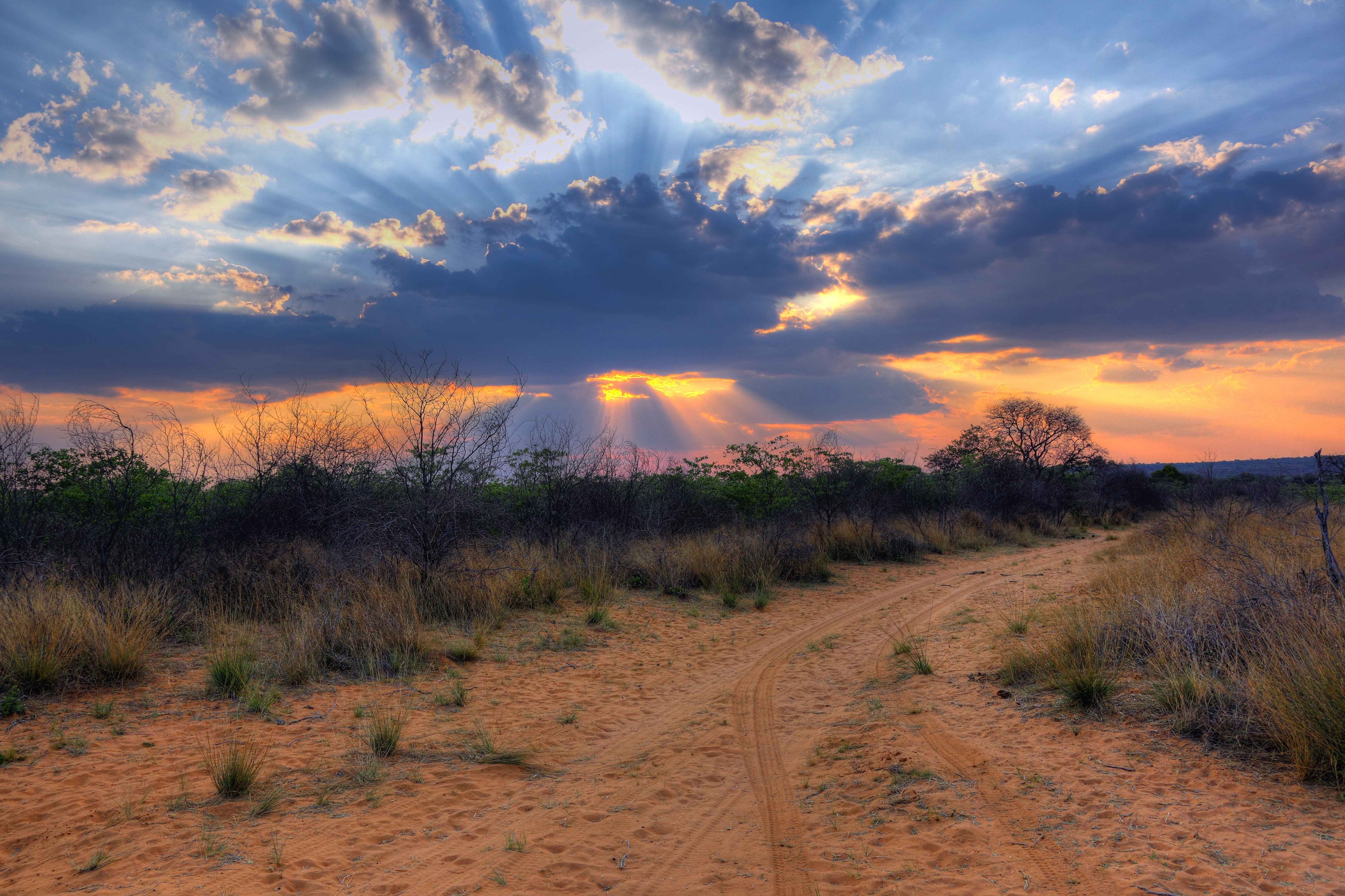
Strahlenbüschel beim Sonnenuntergang am Waterberg-Plateau
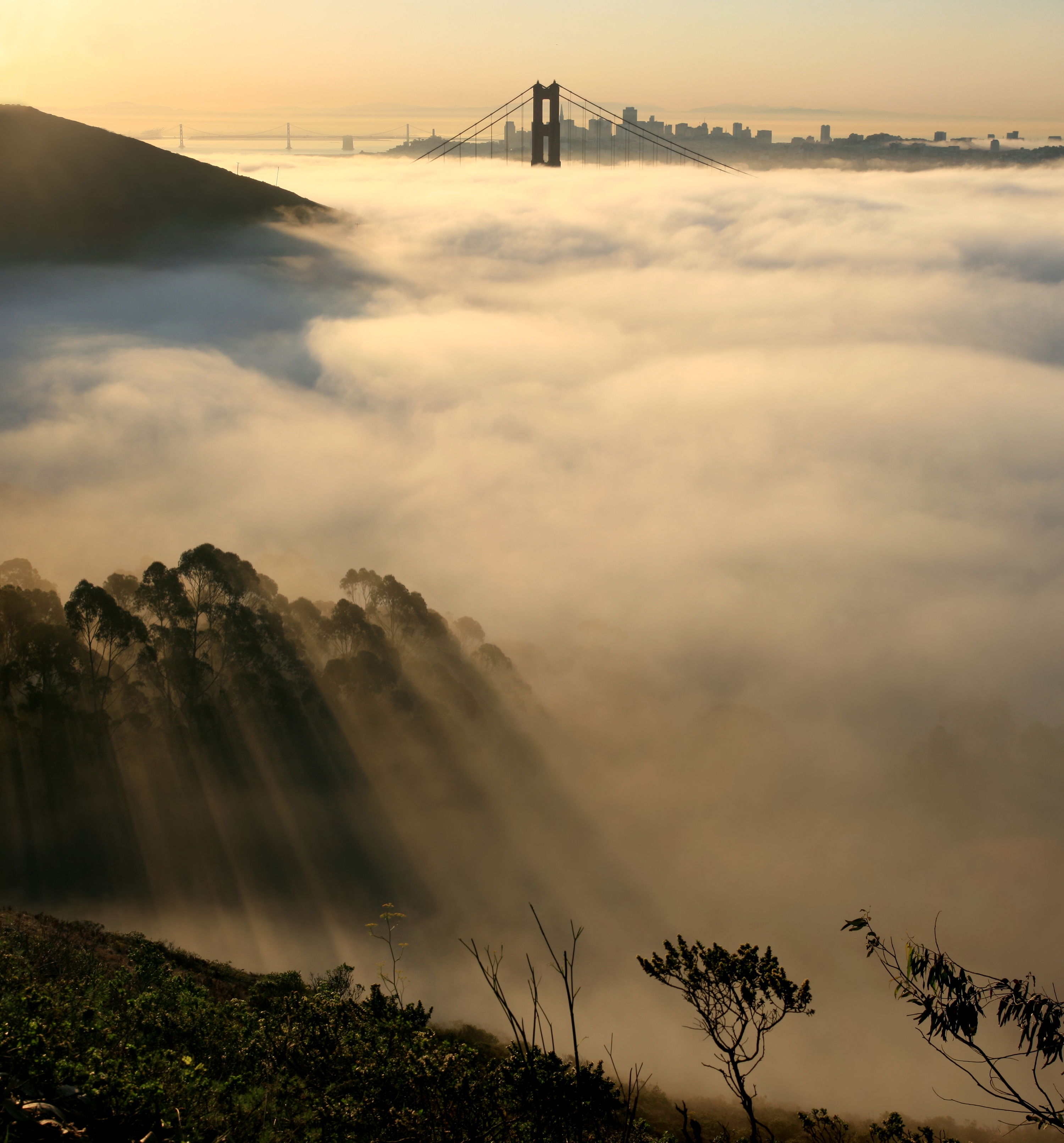
Dämmerungsstrahlen am Rand eines Nebelmeeres vor San Francisco
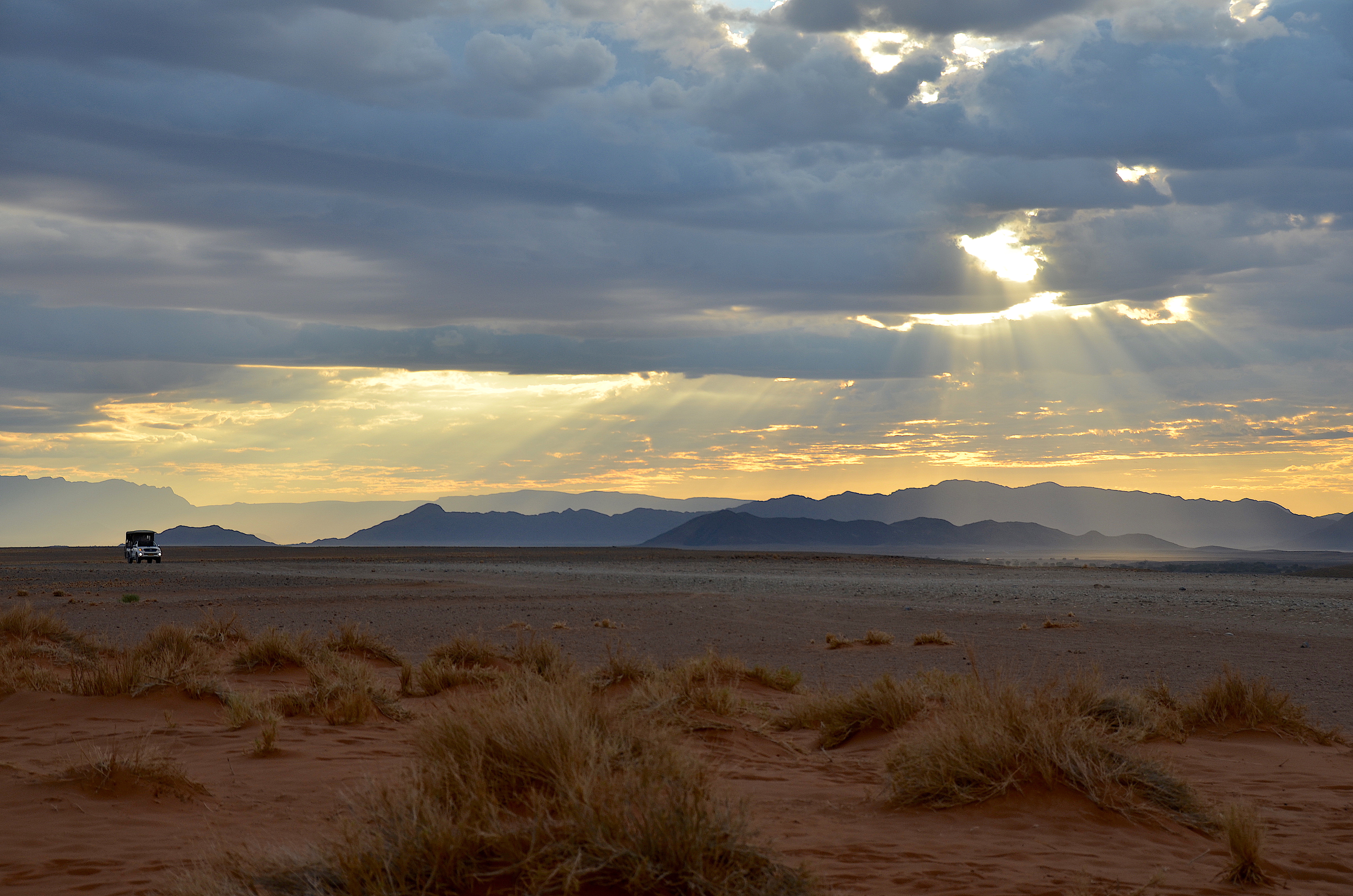
Sonnenaufgang in der Namib bei Sossusvlei (2017)
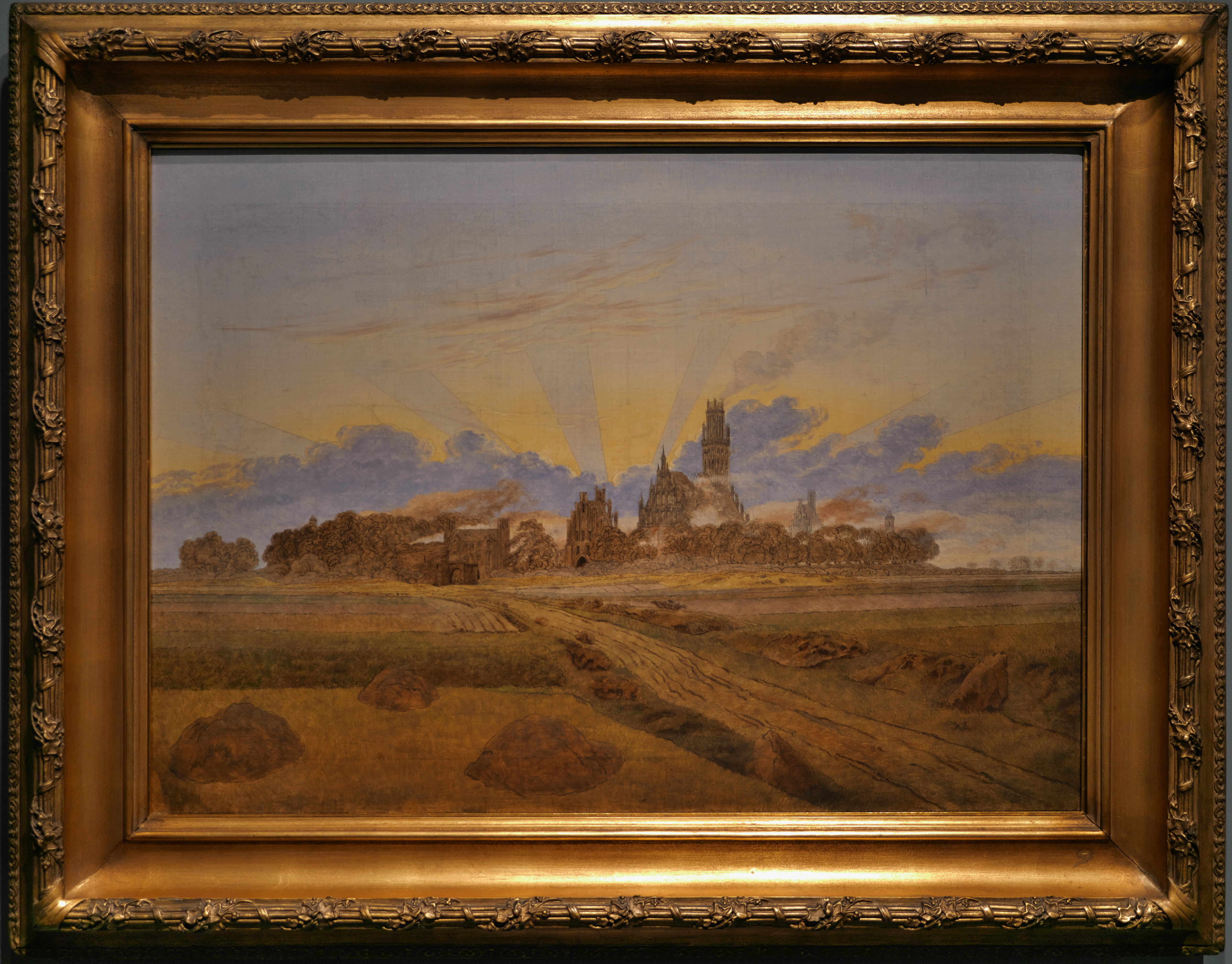
Das brennende Neubrandenburg (um 1834) von Caspar David Friedrich mit Strahlenbüschel, Öl auf Leinwand, Hamburger Kunsthalle